# 仙台貨物 千葉さんと一緒
仙台貨物 千葉さんと一緒（せんだいかもつ ちばさんといっしょ）はFM NACK5で毎週水曜日23:30～24:00に放送されていた番組。パーソナリティーはイガグリ千葉（仙台貨物）。
日本全国に笑顔を届ける癒しの宅配便・仙台貨物のイガグリ千葉が送る子供向け「風」番組。兄（YOMI）の番組（jack in the box!）を引き継ぐ形で放送を開始した。Podcastでトーク部分のみに編集された音声が配信されている。

## コーナー
以下は最終回の時点での定期コーナーである。
ごきとう☆ぺろんちょ
リスナーに電話を繋いで願いを聞き、イガグリ千葉が祈りを捧げるコーナー。
千葉さんの社会科見学
リスナーから職業ごとの「あるある」を募集し、紹介するコーナー。
★スケベストーリー★
リスナーが体験した「スケベ」な話を募集し、紹介するコーナー。
ねえねえ千葉さん。
ふつおた（ふつうのおたより）やイガグリ千葉への質問を紹介するコーナー。

## 不定期のコーナー
ゲストコーナー
ゲストが登場する際には数週前の放送で告知され、応募フォームにおいて「ねえねえ(ゲスト名)さん。」として質問メールを募集する。
ゲスト紹介ではゲストのことを「（今週の）お友達」と呼んでいる。コーナー内では「アンパンマン わくわくガチャころりん（アガツマ製）」が使用され、その中から出てきたカプセルに入っている質問メールをイガグリ千葉が読むといった形で進行される。
おうたの時間
イガグリ千葉が童謡などをアレンジして歌うコーナー。
イガグリ星占い
星占いの結果から、最も運勢の良い星座とラッキーアイテムなどを紹介するコーナー。

## 過去のコーナー
もしもし千葉さん。
新春特別企画として2014年1月5日に放送された。好評につき同年1月29日放送より「ごきとう☆ぺろんちょ」としてレギュラーコーナーに昇格している。
ぺろぺろ★ミュージックパロディ
替え歌遊びのコーナー。

## その他
- 番組オリジナルステッカーはコーナーによりメッセージを紹介された場合、または最優秀作品に選ばれた場合に当選する。
- 放送の最後にはイガグリ千葉が「おやすみ〜 ぺろぺろぺろぺろ〜（あるいは ぺろんちょ）」と言うのが恒例になっている。千葉はリスナーの悲しみを和らげるためだと発言している[3]。
- 初回放送ではイガグリ千葉の母親に電話を繋いだ。また、新曲のプロモーションとして兄のYOMIと電話を繋いだこともある。
- ゲストコーナーでは、コーナーの最後でゲストにおねだり（今後の共演依頼など）をするのが恒例になっている。
- 2013年5月6日に大宮アルシェビル1階「ステージアルシェ」において番組初となる公開録音が行われた[4]。この録音内容は5月8日と5月15日の2日に分けて放送されている。なお8日放送分にはゲストとしてワハハ本舗の「冷蔵庫マン」と「おいおい教 教祖」が出演し、15日放送分にはマイクフォロー役としてDJの「山本昇」が出演した。また、15日放送分ではリスナー参加で「おうたの時間」のコーナーが行われた。
- 2014年5月30日放送では、イガグリ千葉とゲストのSATOちの「お馬鹿さんじゃないもん！証明企画」として「ポロリン★クイズ対決」というコーナーが放送された。これは2人が早押しのクイズ対決をするコーナーで、結果は同点となった。